# فيسترونيداز ألفا
فيسترونيداز ألفا (بالإنجليزية: Vestronidase alfa)‏ هو دواء لعلاج متلازمة ماكر. يباع تحت اسم العلامة التجارية ميبسيفي إنه شكل مؤتلف من الإنزيم البشري بيتا جلوكورونيداز. تمت الموافقة عليه في الولايات المتحدة في نوفمبر 2017، لعلاج الأطفال والبالغين الذين يعانون من حالة استقلابية موروثة تسمى داء عديد السكاريد المخاطي من النوع السابع (MPS VII)، والمعروف أيضًا باسم متلازمة سلاي. MPS VII هو حالة نادرة للغاية ومتقدمة تؤثر على معظم الأنسجة والأعضاء.

## الجرعة
الجرعة النموذجية هي 4 مجم / كجم كل أسبوعين.

## التاريخ
تم التحقق من سلامة وفعالية فيسترونيداز ألفا في تجربة سريرية وبروتوكولات الوصول الموسعة التي تضم ما مجموعه 23 مشاركًا تتراوح أعمارهم بين خمسة أشهر و25 عامًا.  تلقى المشاركون العلاج باستخدام فيسترونيداز ألفا بجرعات تصل إلى 4  مجم / كجم مرة كل أسبوعين لمدة تصل إلى 164 أسبوعًا.  تم تقييم الفعالية بشكل أساسي من خلال اختبار المشي لمدة ست دقائق في عشرة مشاركين يمكنهم إجراء الاختبار.  بعد 24 أسبوعًا من العلاج، كان متوسط الفرق في المسافة المقطوعة مشيًا بالنسبة إلى الدواء الوهمي 18 مترًا.  المتابعة الإضافية لمدة تصل إلى 120 أسبوعًا اقترحت التحسين المستمر في ثلاثة مشاركين وتحقيق الاستقرار في الآخرين. شهد اثنان من المشاركين في برنامج تطويرفيسترونيداز ألفا تحسنًا ملحوظًا في وظائف الرئة.  بشكل عام، النتائج التي تمت ملاحظتها لم تكن متوقعة في غياب العلاج.  يتم تحديد تأثير فيسترونيداز ألفا على مظاهر الجهاز العصبي المركزي لـ MPS VII.
وافقت إدارة الغذاء والدواء الأمريكية (إدارة الغذاء والدواء) على فيسترونيداز ألفا بناءً على أدلة من تجربة سريرية واحدة (NCT02230566) لـ 12 مشاركًا يعانون من داء عديد السكاريد المخاطي السابع. أجريت المحاكمة في أربعة مواقع في الولايات المتحدة.  تعتبر إدارة الغذاء والدواء الأمريكية (إدارة الغذاء والدواء) أنه الدواء الأول في فئته.
استندت الفوائد والآثار الجانبية للفيسترونيداز ألفا بشكل أساسي على تجربة واحدة.  تم تقسيم المشاركين بشكل عشوائي إلى أربع مجموعات.  تلقت ثلاث مجموعات من المشاركين علاجًا وهميًا قبل البدء في علاج فيسترونيداز ألفا ، وتلقت مجموعة واحدة فيسترونيداز ألفا فقط.  تم إعطاء فيسترونيداز ألفا أو الدواء الوهمي مرة كل أسبوعين على شكل حقن في الوريد (IV).  لم يكن المشاركون ولا مقدمو الرعاية الصحية يعرفون العلاج الذي تم تقديمه إلا بعد التنافس على التجربة.
تم تقييم فائدة 24 أسبوعًا من علاج فيسترونيداز ألفا أساسي من خلال اختبار المشي لمدة 6 دقائق (6MWT) ومقارنتها بالعلاج الوهمي في عشرة مشاركين يمكنهم إجراء الاختبار.  يقيس 6MWT المسافة التي يمكن للمريض أن يمشيها على سطح مستوٍ في 6 دقائق.  تم إجراء متابعة إضافية باستخدام 6MWT لمدة تصل إلى 120 أسبوعًا.
تم منح التطبيق تعيين المسار السريع ، وتعيين الأدوية اليتيمة، وقسيمة مراجعة الأولوية لأمراض الأطفال النادرة.  كانت هذه هي قسيمة مراجعة الأولوية الثانية عشرة لأمراض الأطفال النادرة التي تم إصدارها.
منحت إدارة الغذاء والدواء الأمريكية (إدارة الغذاء والدواء) الموافقة على ميبسيفي لشركة ؤلترجِنيكس أدوائية، وطلبت من الشركة المصنعة إجراء دراسة ما بعد التسويق لتقييم سلامة المنتج على المدى الطويل.

## الاستخدامات الطبية
يشار إلى ميبسيفي لعلاج المظاهر غير العصبية لداء عديد السكاريد المخاطي السابع (MPS VII ؛ متلازمة ماكر).